# Jiefu
Jiefu (kinesiska: 介福) är en socken i sydöstra Kina. Den ligger i Yongchun härad i staden Quanzhou i provinsen Fujian,  omkring 120 kilometer sydväst om provinshuvudstaden Fuzhou. Antalet invånare är 6 474. Befolkningen består av 3 103 kvinnor och 3 371 män. Barn under 15 år utgör 18,0 %, vuxna 15-64 år 72 %, och äldre över 65 år 8,0 %.